# Ilean Almaguer
Ilean Almaguer Ochoa (ur. 20 grudnia 1984 roku w Tuxtla Gutiérrez) – meksykańska aktorka.
Znana głównie z roli Patrici 'Paty' Alarcón w serialu Marina, a także w telenoweli Wieczny płomień miłości, gdzie zagrała Camilę. Znana również z Atrévete a soñar (2009), gdzie grała Catalinę.
Aktualnie studiuje w Akademii M&M de Patricia Reyes Spindola.

## Filmografia
- 2012: Un refugio para el amor (Ukryta miłość) jako Jana Torreslanda Fuentes Gil
- 2011: Rafaela jako Alicia De la Vega.
- 2010: Ellas son la alegría del hogar jako Valentina
- 2009: Chabely hot news jako Liliana
- 2009: Decisiones de mujeres (2 episodios)
- 2009: Atrévete a soñar jako Catalina
- 2009: El quinto mandamiento jako Gabriela
- 2008: La rosa de Guadalupe
- 2008: Quinto mandamiento, El jako Gabriela
- 2007: Mujeres X jako Leona Vicario
- 2007: Trece miedos jako Rocío
- 2006: Pajarracos, Los jako Blanquita
- 2006: Marina jako Patricia Alarcón
- 2003-2006: Mujer, casos de la vida real jako Iliana Almaguer
- 2004: Gitanas (Wieczny płomień miłości) jako Camila
- 2001: In the Time of the Butterflies jako María Teresa 'Mate' Mirabal
- 1997: Madame le consul' jako Margarita
- 1996: Si Dios me quita la vida
- 1996: Crisalida, La
- 1995: Imperio de cristal
- 1995: Disparues de la Sierra Madre, Les